# Tadó
Tadó é um município da Colômbia, localizado no departamento de Chocó.